# Camila Jersonsky
Camila Jersonsky (Buenos Aires, 30 de mayo de 1991) es una exjugadora argentina de Voleibol que se desempeñó en la posición de central. Formó parte de la Selección femenina de voleibol de Argentina en los Grand Prix de Voleibol de 2011 y 2012, entre otras competencias.

## Biografía
A los 16 años, mientras cursaba la escuela secundaria en el Colegio Ecos, ya jugaba en las categorías formativas de la selección metropolitana y nacional de voleibol. Tras egresar en 2008 se dedicó a la práctica profesional del deporte, desempeñándose en el Club Ciudad de Buenos Aires y luego participando de la Liga Femenina de Voleibol Argentino junto al club cordobés Bell. Fue parte de la selección mayor que participó en la Copa Panamericana 2009, donde conoció a un recluta de la universidad norteamericana Auburn mientras asistía a un partido como espectadora. Poco tiempo después la universidad le ofreció una beca para integrar su equipo de voleibol y cursar una doble carrera en ingeniería eléctrica y electrónica. Con el equipo de la universidad, los Auburn Tigers, en su primer año de competencia participó del máximo nivel de la liga nacional universitaria organizada por la NCAA (la División I), mientras que en el resto lo hizo en las conferencias regionales. En paralelo continuó siendo convocada a la selección mayor argentina, con la cual logró la medalla de plata en el Campeonato Sudamericano de 2009, además de participar en 2011 y 2012 de los Grand Prix mundiales organizados por la FIVB. 
En 2013 concluyó sus estudios y por ende su carrera como jugadora en Auburn, dejando el récord hasta ese momento de 0.355 en porcentaje de puntos y quedando entre las diez mejores de la historia del equipo con 368 bloqueos en total. Tras su paso por la universidad decidió abandonar la práctica del vóley a nivel profesional y comenzó a trabajar como ingeniera de ventas en una empresa de telecomunicaciones en los Estados Unidos.

## Vida personal
Es hermana de Luciana Jersonsky, también jugadora de voleibol con paso por San Lorenzo y Náutico Hacoaj, y de Natalia Jersonsky, más conocida como Nati Jota. Su tía, Andrea Jersonsky, también jugó vóley a nivel profesional en Argentina e Italia, además de haber formado parte de la Selección mayor.

## Trayectoria
- Club Ciudad de Buenos Aires (2008/9)
- Club Bell de Bell Ville[16] (2009/10)
- Auburn Tigers (EE. UU.) (2010/13)

## Palmarés

### Selección Argentina
- Medalla de plata -  Campeonato Sudamericano de Voleibol Femenino de 2009[17]
- Medalla de plata -  Juegos Suramericanos de 2010[18]

### Clubes
- Subcampeona Campeonato Argentino Sub-18 (2009)[19]

## Premios individuales
- Mejor atacante - Campeonato Argentino Sub-18 (2009)[19]
- Elegida en el equipo ideal de principantes de la Southeastern Conference - 2010[20]
- Atleta escolar del año de la Southeastern Conference - 2013[21]